# Bella Alarie
Isabella Augustine „Bella” Alarie (ur. 23 kwietnia 1998 w Waszyngtonie) – amerykańska koszykarka, występująca na pozycjach silnej skrzydłowej lub środkowej, aktualnie zawodniczka Avenidy, a w okresie letnim – Dallas Wings w WNBA.
W 2016 została wybrana najlepszą zawodniczką szkół średnich Waszyngtonu (Gatorade Player of the Year for the Washington D.C.). Została też zaliczona do I składu Washington Post All-Met i DC State Athletic Association. W 2015 otrzymała nagrodę MVP turnieju Tina Thompson She Got Game Classic.

## Osiągnięcia
Stan na 2 lutego 2022, na podstawie, o ile nie zaznaczono inaczej.

### NCAA
- Uczestniczka rozgrywek turnieju NCAA (2018, 2019)
- Mistrzyni:
  - turnieju Ivy League (2018, 2019)
  - sezonu Ivy League (2018–2020)
- Koszykarka roku Ivy League (2018–2020)
- Debiutantka roku Ivy League (2017)
- Most Outstanding Player (MOP=MVP) turnieju Ivy League (2018, 2019)
- MVP Gator Holiday Classic (2017)
- Zaliczona do:
  - I składu:
    - Ivy League (2017–2020)
    - turnieju:
      - Ivy League (2017–2019)
      - Gator Holiday Classic (2017)

  - składu honorable mention All-American (2019 przez WBCA, AP, 2020 przez WBCA, Associated Press, USBWA)
- Zawodniczka tygodnia NCAA (5.02.2019 według USBWA)
- Liderka Ivy League w punktach (2020)

### Reprezentacja
Seniorek
- Wicemistrzyni igrzysk panamerykańskich (2019)

Młodzieżowe
- Wicemistrzyni świata U–19 (2017)[3]